# An Chinh
An Chinh có tên đầy đủ Nguyễn Thị An Chinh, là nữ diễn viên chèo người Việt Nam.

## Tiểu sử
Nguyễn Thị An Chinh sinh ra trong gia đình có truyển thống nghệ thuật, bố là Nguyễn Duy Đính và anh trai là Nguyễn Phú Kiên đều là nghệ sĩ chèo.
Năm 1985, bà và Phú Kiên cùng tham gia thi tuyển lớp diễn viên và nhạc công khóa 5 của Nhà hát Chèo Việt Nam và cùng đạt kết quả rất cao. Ba người trong gia đình bà đều là diễn viên,cán bộ của Nhà hát Chèo Việt Nam, năm 1998 bà được đóng vai chính trong bộ phim điện ảnh Bông sen của đạo diễn Trần Đắc.
Năm 2006, bà bắt đầu học biên đạo và tham gia giảng dạy tại Nhà hát Chèo Việt Nam và Trường Đại học Sân khấu – Điện ảnh Hà Nội.

## Vai diễn

### Truyền hình
| Năm  | Tựa đề                            | Hình thức            | Vai diễn            | Đạo diễn                         | Chú thích |
| ---- | --------------------------------- | -------------------- | ------------------- | -------------------------------- | --------- |
| 1995 | Mẹ Nết                            | Điện ảnh truyền hình | Nụ                  | Phạm Thanh Phong                 |           |
| 1997 | Ông Bụt lớp 7B                    | Điện ảnh truyền hình | Cô giáo Thanh       | Nguyễn Hữu Trọng                 |           |
| 1999 | Đường về                          | Điện ảnh truyền hình |                     | Lê Cường Việt                    |           |
| 2001 | Chúng tôi ngày ấy                 | Điện ảnh truyền hình |                     | Tuệ Minh                         |           |
| 2001 | Mùa lá rụng                       | Dài tập              |                     | Quốc Trọng                       |           |
| 2001 | Con nhện xanh                     | Ngắn tập             | Kim Chi             | Đỗ Đức Thành                     |           |
| 2002 | Chớm nắng                         | Ngắn tập             | Nhiên               | Vũ Minh Trí                      |           |
| 2002 | Cảnh sát hình sự: Cổ cồn trắng    | Dài tập              |                     | Trần Hoài Sơn                    |           |
| 2003 | Cảnh sát hình sự: Cổ cồn trắng II | Dài tập              |                     | Trần Hoài Sơn                    |           |
| 2003 | Người thừa của dòng họ            | Ngắn tập             | Duyên               | Nguyễn Hữu Trọng, Trịnh Lê Phong |           |
| 2008 | Con đường sáng                    | Dài tập              | Mẹ của Đào Phúc Lộc | Phạm Việt Thanh, Nguyễn Đức Việt |           |
| 2016 | Giọt nước mắt muộn màng           | Dài tập              | Bà Ngoan            | Nguyễn Danh Dũng                 |           |
| 2019 | Ánh sáng trước mặt                | Dài tập              | Bà Thục Dung        | Trần Hoài Sơn, Nguyễn Danh Dũng  |           |
| 2020 | Lựa chọn số phận                  | Dài tập              | Bà Trinh            | Mai Hồng Phong, Bùi Quốc Việt    |           |
| 2024 | Gặp em ngày nắng                  | Dài tập              | Bà Loan             | Nguyễn Đức Hiếu                  |           |

### Điện ảnh
| Năm  | Tựa đề           | Hình thức         | Đạo diễn     | Chú thích |
| ---- | ---------------- | ----------------- | ------------ | --------- |
| 1998 | Bông sen         | Liên              | Trần Đắc     | [ 4 ]     |
| 1999 | Cuội             |                   | Đỗ Minh Tuấn |           |
| 2003 | Lưới trời        | Nhân viên công ty | Phi Tiến Sơn |           |
| 2012 | Cuộc đời của Yến | Bà đồ             | Đinh Tuấn Vũ |           |

### Video
- 2006: Lên voi - vai diễn: Nguyễn Thị Hồng Ngọc (đạo diễn Phạm Đông Hồng)